# نايجل إس. رايت
نايجل إس. رايت هو موظف مدني وشخصية أعمال ومحامي ومحامي كندي، ولد في 18 مايو 1963 في هاميلتون في كندا.

## وصلات خارجية
- نايجل إس. رايت على موقع الموسوعة البريطانية (الإنجليزية)